# Arduinna

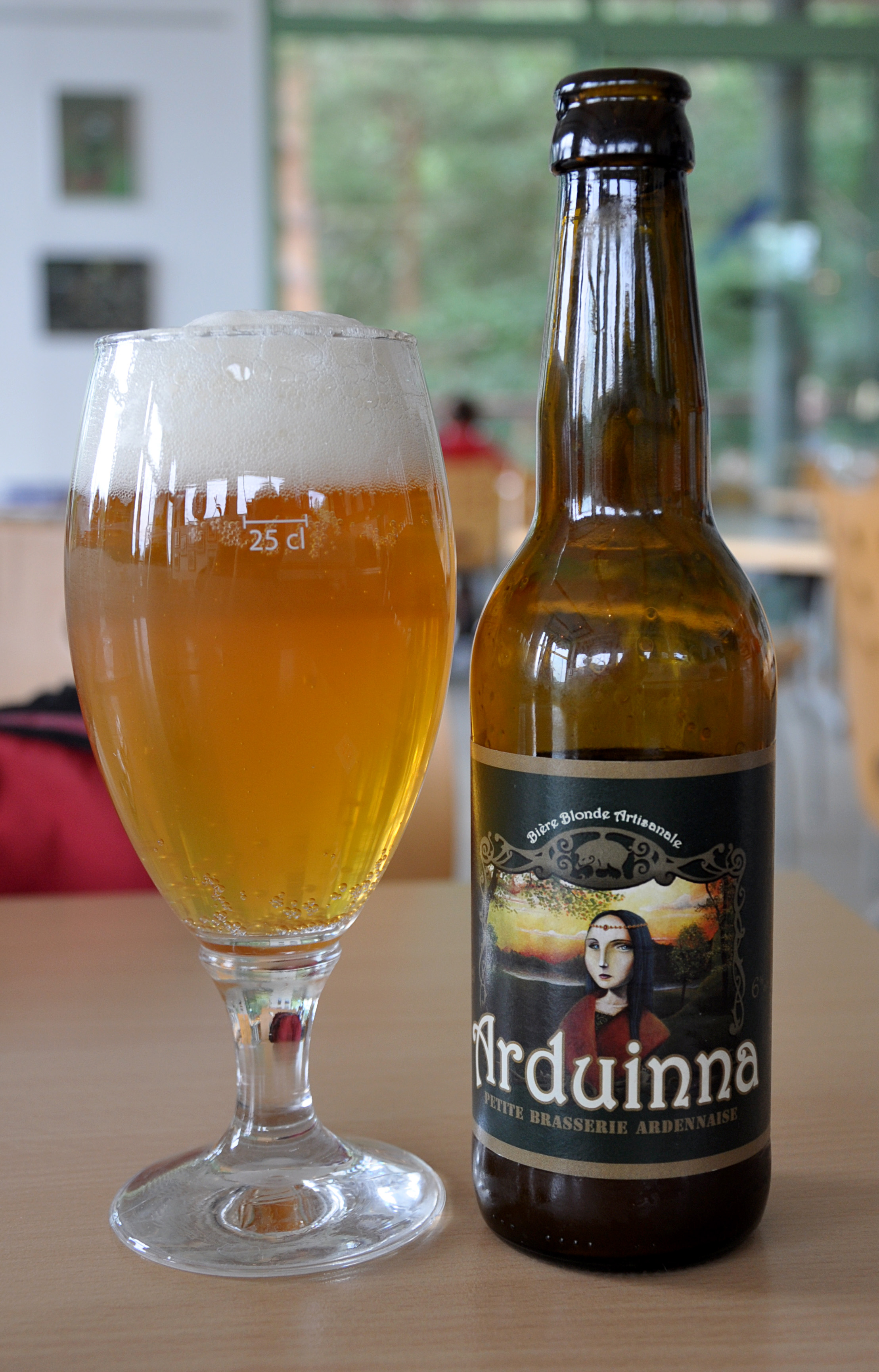
Cerveza Arduinna, cuyo logo es una representación de la diosa.

En la religión galorromana, Arduinna (también Arduina, Arduinnae o Arduinne) era la diosa tutelar homónima del bosque y la región de las Ardenas, y se pensaba que estaba representada como una cazadora montada en un jabalí (principalmente en las regiones actuales de Bélgica y Luxemburgo). Su culto se originó en la región de las Ardenas de la actual Bélgica, Luxemburgo y Francia. Fue identificada con la diosa romana Diana .

## Representaciones
En Los dioses de los celtas, Miranda Green afirma que algunas representaciones de Arduinna la muestran montando un jabalí. Sin embargo, Simone Deyts  señala que la estatua galorromana de bronce de una mujer con túnica corta ceñida, montada en una silla de montar de jabalí y empuñando un cuchillo, conservada en el Musée des antiquités nationales, St-Germain-en-Laye, no lleva inscripción, y el anticuario del siglo XIX que lo descubrió simplemente asumió que era Arduinna, tal vez porque el símbolo moderno de la región de las Ardenas también es un jabalí. Otro bronce de este tipo, de la colección de Richard Payne Knight, ha estado en el Museo Británico desde 1824; se identifica tradicionalmente como "Diana". Ambas estatuillas de bronce ahora están sin cabeza.

## Inscripciones
Arduinna está directamente atestiguada por dos inscripciones:
- Düren, Alemania: deae Ardbinnae ( CIL XIII, 07848 ; el objeto en cuestión es un altar)
- Roma, Italia: Arduino ( CIL VI, 00046 ; se trata de un relieve inscrito, en el que también se ha leído el nombre Arduinne como Saturno )

## Etimología
El nombre Arduinna deriva del galo arduo, que significa altura. También se encuentra en varios nombres de lugares, como Ardennes Woods (Arduenna silva) y Bosque de Arden en Inglaterra, en nombres personales Arduunus y Arda, este último de la acuñación de los tréveros, y el gálata Αρδή. El nombre Arduenna silva para "alturas boscosas" se aplicó a varias montañas boscosas, no solo a las Ardenas modernas: se encuentra en los departamentos de Haute-Loire y Puy-de-Dôme y en la comuna francesa de Alleuze.
También se ha sugerido que la geminación -nn- es típica de una lengua de los belgas,  siendo diferente del celta y, por lo tanto, sugiriendo una etimología de bloque noroccidental, que, en términos generales, también se supone más cercana al germánico.